# Devon Williams
Devon Williams (né le 17 janvier 1994 à Marietta) est un athlète américain, spécialiste du décathlon.

## Biographie
Après avoir porté son record personnel à 8 345 points à Athens en avril 2017, il termine 3e des Championnats des États-Unis d'athlétisme 2017 ce qui le qualifie pour les Championnats du monde. Il remporte une nouvelle médaille de bronze, cette fois-ci sur l'heptathlon, lors des Championnats des États-Unis d'athlétisme en salle 2018.
Après un zéro au saut à la perche, il ne termine pas son décathlon aux championnats du monde 2019.
Il est le frère aîné de l'heptathlonienne Kendell Williams.

## Palmarès
| Date | Compétition           | Lieu    | Résultat | Épreuve   | Points    |
| ---- | --------------------- | ------- | -------- | --------- | --------- |
| 2017 | Championnats du monde | Londres | 10e      | Decathlon | 8 088 pts |
| 2019 | Hypo-Meeting          | Götzis  | 19e      | Décathlon | 7 924 pts |
| 2019 | Championnats du monde | Doha    | —        | Décathlon | DNF       |

## Records

### Records personnels
| Épreuve           | Performance   | Lieu              | Date                     |
| ----------------- | ------------- | ----------------- | ------------------------ |
| 100 m             | 10 s 65       | Eugene            | 2 juillet 2016           |
| Saut en longueur  | 7,75 m        | Athens            | 8 avril 2017             |
| Lancer du poids   | 14,43 m       | Londres           | 11 août 2017             |
| Saut en hauteur   | 1,98 m        | Eugene            | 7 juin 2017              |
| 400 m             | 48 s 11       | Londres           | 11 août 2017             |
| 110 m haies       | 13 s 37       | Columbia          | 13 mai 2017              |
| Lancer du disque  | 47,34 m       | Charlottesville   | 21 avril 2017            |
| Saut à la perche  | 4,80 m        | Sacramento Götzis | 23 juin 2017 26 mai 2019 |
| Lancer du javelot | 60,26 m       | Athens            | 9 avril 2017             |
| 1 500 m           | 4 min 33 s 15 | Tuscaloosa        | 13 mai 2016              |
| Décathlon         | 8 345 pts     | Athens            | 9 avril 2017             |

| Épreuve          | Performance   | Lieu            | Date            |
| ---------------- | ------------- | --------------- | --------------- |
| 60 mètres        | 6 s 80        | Nashville       | 24 février 2017 |
| Saut en longueur | 7,83 m        | College Station | 10 mars 2017    |
| Lancer du poids  | 14,51 m       | Nashville       | 24 février 2017 |
| Saut en hauteur  | 1,97 m        | College Station | 2 février 2018  |
| 60 mètres haies  | 7 s 75        | College Station | 11 mars 2017    |
| Saut à la perche | 4,80 m        | Nashville       | 25 février 2017 |
| 1 000 mètres     | 2 min 38 s 59 | Lexington       | 9 février 2018  |
| Heptathlon       | 6 177 pts     | College Station | 11 mars 2017    |

### Meilleures performances par année
| Année | Points    | Date          | Lieu       | Rang |
| ----- | --------- | ------------- | ---------- | ---- |
| 2013  | 6 916 pts | 25 avril 2013 | Des Moines | 610  |
| 2014  | -         | -             | -          | -    |
| 2015  | 7 341 pts | 9 avril 2015  | Athens     | 298  |
| 2016  | 8 116 pts | 13 mai 2016   | Tuscaloosa | 39   |
| 2017  | 8 345 pts | 9 avril 2017  | Athens     | 15   |

| Année | Points    | Date            | Lieu            | Rang |
| ----- | --------- | --------------- | --------------- | ---- |
| 2013  | 5 494 pts | 23 février 2013 | Fayetteville    | 120  |
| 2014  | -         | -               | -               | -    |
| 2015  | 5 835 pts | 14 mars 2015    | Fayetteville    | 32   |
| 2016  | 5 657 pts | 5 février 2016  | Blacksburg      | 75   |
| 2017  | 6 177 pts | 11 mars 2017    | College Station | 5    |
| 2018  | 5 842 pts | 17 février 2018 | Albuquerque     | 40   |